# أنتيكو (تشيلي)
أنتيكو (بالإسبانية: Antuco, Chile) هي بلدية تقع في تشيلي في إقليم بيو بيو. يقدر عدد سكانها بـ 3,862 نسمة ومساحتها 1,884.1 كم2 وترتفع عن سطح البحر 553 متر.